# A Magyar Tudományos Akadémia tisztségviselőinek listája
A Magyar Tudományos Akadémia tisztségviselőinek listája az egyes akadémiai tisztségek jellegét és történet mutatja be röviden, valamint a tisztséget betöltő akadémikusok listáját közli kronológiai táblázatban. A név, a tisztség és a fő életrajzi kulcsok (születési és halálozási év, szakterület, foglalkozás) mellett a hivatal betöltésének pontos kezdő- és végdátuma képezik a további kiemelt adatokat. Ahol a tisztség betöltésének végdátuma egybeesik az illető akadémikus halálával, ott ezt kereszttel (†) jelöltük. A megjegyzések közé kerültek mindazok a fontosabb események és információk, amelyek további részletekkel szolgálnak az illető akadémikus hivatalviselésének főbb mérföldköveiről (újraválasztások, akadályoztatások, lemondások stb.).

## Az Akadémia elnökei
Az Akadémia szervezeti hierarchiája csúcsán az első, 1830. november 17-ei igazgatótanácsi tagválasztó ülés óta az elölülő, az 1858. évi alapszabály-módosítás óta az elnök áll.
|     | Elnök                                                                          | Hivatali idő kezdete | Hivatali idő vége     |
| --- | ------------------------------------------------------------------------------ | -------------------- | --------------------- |
| 1.  | gróf Teleki József (1790–1855) politikus, történész, nyelvész                  | 1830. november 17.   | 1855. február 15. †   |
| 2.  | gróf Dessewffy Emil (1812–1866) politikus, közgazdász                          | 1855. április 17.    | 1866. január 10. †    |
| 3.  | báró Eötvös József (1813–1871) író, politikus                                  | 1866. március 18.    | 1871. február 2. †    |
| 4.  | gróf Lónyay Menyhért (1822–1884) politikus, publicista                         | 1871. május 17.      | 1884. november 3. †   |
| 5.  | Trefort Ágoston (1817–1888) művelődéspolitikus, publicista                     | 1885. május 28.      | 1888. augusztus 22. † |
| 6.  | báró Eötvös Loránd (1848–1919) fizikus, művelődéspolitikus                     | 1889. május 3.       | 1905. november 27.    |
| 7.  | Berzeviczy Albert (1853–1936) művelődéspolitikus, művészettörténész, történész | 1905. november 27.   | 1936. március 22. †   |
| 8.  | Habsburg József Ágost főherceg (1872–1962) politikus                           | 1936. március 22.    | 1944. október         |
| 9.  | Kornis Gyula (1885–1958) filozófus, pedagógus, művelődéspolitikus              | 1945. március 7.     | 1945. október 29.     |
| 10. | Moór Gyula (1888–1950) jogtudós, jogfilozófus                                  | 1945. október 29.    | 1946. július 24.      |
| 11. | Kodály Zoltán (1882–1967) zeneszerző, zenetudós                                | 1946. július 24.     | 1949. október 31.     |
| 12. | Rusznyák István (1889–1974) orvos, belgyógyász                                 | 1949. október 31.    | 1970. február 5.      |
| 13. | Erdey-Grúz Tibor (1902–1976) kémikus                                           | 1970. február 5.     | 1976. augusztus 16. † |
| 14. | Szentágothai János (1912–1994) orvos, anatómus                                 | 1976. október 26.    | 1985. május 10.       |
| 15. | Berend T. Iván (1930) gazdaságtörténész                                        | 1985. május 10.      | 1990. május 24.       |
| 16. | Kosáry Domokos (1913–2007) történész                                           | 1990. május 24.      | 1996. május 9.        |
| 17. | Glatz Ferenc (1941) történész, művelődéspolitikus                              | 1996. május 10.      | 2002. május 7.        |
| 18. | Vizi E. Szilveszter (1936) orvos, neurológus, farmakológus                     | 2002. május 7.       | 2008. május 6.        |
| 19. | Pálinkás József (1952) fizikus                                                 | 2008. május 6.       | 2014. május 6.        |
| 20. | Lovász László (1948) matematikus, informatikus                                 | 2014. május 6.       | 2020. július 31.      |
| 21. | Freund Tamás (1959) neurobiológus                                              | 2020. augusztus 1.   | hivatalban            |

## Az Akadémia alelnökei
Az Akadémia elnökét akadályoztatása esetén helyettesítő tisztség elnevezése az első, 1830. november 17-ei igazgatótanácsi tagválasztó ülés után másodelölülő, az 1858. évi alapszabály-módosítást követően alelnök, 1869–1949 között másodelnök volt. Az 1949. november 14-én jóváhagyott módosított alapszabály értelmében a tisztség megnevezése ismét alelnök lett, egyúttal az alelnökök számát kettőben határozták meg (az 1960-as módosítás nyomán az alapszabály nem rögzítette a megválasztandó alelnökök számát). Az elkövetkező években az egyszerre hivatalban lévő alelnökök tovább gyarapodtak: az 1955. május 28-ai alapszabály-módosítás nyomán három, 1960. április 14-én négy, 1961. április 14-én öt, 1964. április 22-én hat alelnöke lett az Akadémiának. Az alelnökök viszonylagosan magas száma vezetett ahhoz az 1961 júniusában hozott és 1970 februárjáig érvényben lévő elnökségi döntéshez, hogy csupán egyikük (mindvégig Ligeti Lajos) feladata az akadémiai elnök helyettesítése szükség esetén, a másik négy alelnök meghatározott rendben és felelősségi körben felügyeli az akadémiai osztályok és bizottságok tevékenységét. Hat alelnöke csupán egy cikluson keresztül (1964–1967) volt az Akadémiának, 1967. május 5-én ismét négy, 1970. február 5-én pedig három akadémikus alelnöki megbízatását hosszabbították, illetve szavazták meg a közgyűlés résztvevői. Ez a gyakorlat napjainkig sem változott, a tudóstestületnek azóta is három alelnöke van. 1970-től továbbra is a meghatározott akadémiai osztályok tevékenységének koordinálása az alelnökök fő feladata, ám többé nem jelölik ki közülük az akadémiai elnök általános helyettesét.
|     | Alelnök                                                                    | Hivatali idő kezdete | Hivatali idő vége     | Megjegyzés |
| --- | -------------------------------------------------------------------------- | -------------------- | --------------------- | --- |
| 1.  | Széchenyi István másodelölülő (1791–1860) politikus, közgazdász            | 1830. november 17.   | 1850                  | |
| 2.  | Eötvös József másodelölülő, majd alelnök (1813–1871) író, politikus        | 1855. április 17.    | 1866. március 18.     | |
| 3.  | Lónyay Menyhért alelnök, majd másodelnök (1822–1884) politikus             | 1866. április 15.    | 1871. május 17.       | |
| 4.  | Csengery Antal másodelnök (1812–1880) politikus, publicista, közgazdász    | 1871. május 17.      | 1880. július 13. †    | |
| 5.  | Pauler Tivadar másodelnök (1816–1886) jogtudós, politikus                  | 1880. november 22.   | 1886. április 30. †   | |
| 6.  | Stoczek József másodelnök (1819–1890) geodéta, fizikus                     | 1886. május 6.       | 1889. május 3.        | |
| 7.  | Fraknói Vilmos másodelnök (1843–1924) történész, római katolikus főpap     | 1889. május 3.       | 1892. május 5.        | |
| 8.  | Szász Károly másodelnök (1829–1905) költő, műfordító, református főpap     | 1892. május 5.       | 1895. május 8.        | |
| 9.  | Pulszky Ferenc másodelnök (1814–1897) régész, művészettörténész, politikus | 1895. május 8.       | 1897. szeptember 9. † | |
| 10. | Wlassics Gyula másodelnök (1852–1937) jogtudós, politikus                  | 1898. május 6.       | 1901. május 10.       | |
| 11. | Kuun Géza másodelnök (1838–1905) nyelvész, filológus, orientalista         | 1901. május 10.      | 1904. május 13.       | |
| 12. | Kautz Gyula másodelnök (1829–1909) közgazdász                              | 1904. május 13.      | 1907. május 3.        | |
| 13. | Than Károly másodelnök (1834–1908) kémikus                                 | 1907. május 3.       | 1908. július 5. †     | 1908. február 24-étől egészségi állapota miatt saját kérésére felmentve a másodelnöki teendők alól. |
| 14. | Wartha Vince másodelnök (1844–1914) kémikus, vegyészmérnök                 | 1908. november 23.   | 1910. április 28.     | |
| 15. | Beöthy Zsolt másodelnök (1848–1922) irodalomtörténész, esztéta             | 1910. április 28.    | 1913. április 24.     | |
| 16. | Plósz Sándor másodelnök (1846–1925) jogtudós, politikus                    | 1913. április 24.    | 1916. május 4.        | |
| 17. | Ilosvay Lajos másodelnök (1851–1936) kémikus, tudománypolitikus            | 1916. május 4.       | 1919. október 23.     | |
| 18. | Herczeg Ferenc másodelnök (1863–1954) író, publicista                      | 1919. október 23.    | 1922. május 11.       | |
| 19. | Concha Győző másodelnök (1846–1933) jogtudós                               | 1922. május 11.      | 1925. május 7.        | |
| 20. | Ilosvay Lajos másodelnök (1851–1936) kémikus, tudománypolitikus            | 1925. május 7.       | 1928. május 18.       | |
| 21. | Vargha Gyula másodelnök (1853–1929) statisztikus, költő                    | 1928. május 18.      | 1929. május 2. †      | |
| 22. | Herczeg Ferenc másodelnök (1863–1954) író, publicista                      | 1929. május 10.      | 1931. május 15.       | |
| 23. | Csánki Dezső másodelnök (1857–1933) történész, levéltáros                  | 1931. május 15.      | 1933. április 29. †   | |
| 24. | Popovics Sándor másodelnök (1862–1935) gazdaságpolitikus, bankár           | 1933. május 19.      | 1934. május 11.       | |
| 25. | Lenhossék Mihály másodelnök (1863–1937) orvos, anatómus                    | 1934. május 11.      | 1937. január 26. †    | |
| 26. | Ravasz László másodelnök (1882–1975) református főpap, teológus            | 1937. április 29.    | 1940. május 15.       | |
| 27. | Balogh Jenő másodelnök (1864–1953) jogtudós, politikus                     | 1940. április 26.    | 1943. május 14.       | |
| 28. | Vendl Aladár másodelnök (1886–1971) geológus                               | 1943. május 14.      | 1945. október 29.     | 1945. május 28-án újraválasztva. 1945. október 12-én nyújtotta be lemondását, amelyet az 1945. október 29-ei zárt ülés fogadott el. |
| 29. | Szent-Györgyi Albert másodelnök (1893–1986) biokémikus                     | 1946. július 24.     | 1948. április 16.     | |
| 30. | Gombás Pál másodelnök, majd alelnök (1909–1971) fizikus                    | 1948. július 2.      | 1958. november 28.    | 1949. november 29-én alelnöknek megválasztva. 1955. május 28-án újraválasztva. |
| 31. | Ligeti Lajos alelnök (1902–1987) orientalista                              | 1949. november 29.   | 1970. február 5.      | 1955. május 28-án második, 1958. november 28-án harmadik, 1961. április 14-én negyedik, 1964. április 22-én ötödik, 1967. május 5-én hatodik ciklusára újraválasztva. Az ügyek intézésétől ideiglenesen visszavonult Rusznyák István helyett 1956. november 9-étől 1957. január 26-áig ő látta el az elnöki teendőket. Az akadémiai alelnökök számának emelésével 1961 júniusától ő látta el az elnök helyettesítésének feladatait. |
| 32. | Fogarasi Béla alelnök (1891–1959) filozófus                                | 1955. május 28.      | 1959. április 28. †   | 1958. november 28-án második ciklusára újraválasztva. |
| 33. | Novobátzky Károly alelnök (1884–1967) fizikus                              | 1958. november 28.   | 1967. május 5.        | 1961. április 14-én második, 1964. április 22-én harmadik ciklusára újraválasztva. |
| 34. | Hevesi Gyula alelnök (1890–1970) vegyészmérnök, közgazdász                 | 1960. április 14.    | 1967. május 5.        | 1961. április 14-én második, 1964. április 22-én harmadik ciklusára újraválasztva. |
| 35. | Manninger Rezső alelnök (1890–1970) állatorvos                             | 1960. április 14.    | 1967. május 5.        | 1961. április 14-én második, 1964. április 22-én harmadik ciklusára újraválasztva. |
| 36. | Jánossy Lajos alelnök (1912–1978) fizikus                                  | 1961. április 14.    | 1973. május 10.       | 1964. április 22-én második, 1967. május 5-én harmadik, 1970. február 5-én harmadik ciklusára újraválasztva. |
| 37. | Erdei Ferenc alelnök (1910–1971) agrárközgazdász, szociográfus, politikus  | 1964. április 22.    | 1970. február 5.      | 1967. május 5-én második ciklusára újraválasztva. |
| 38. | Straub F. Brunó alelnök (1914–1996) biokémikus                             | 1967. május 5.       | 1973. május 10.       | 1970. február 5-én második ciklusára újraválasztva. 1985 és 1988 között ismét alelnöki tisztséget viselt. |
| 39. | Szabó Imre alelnök (1912–1991) jogtudós                                    | 1970. február 5.     | 1976. május 7.        | 1973. május 10-én második ciklusára újraválasztva. |
| 40. | Bognár Géza alelnök (1909–1987) villamosmérnök                             | 1973. május 10.      | 1976. május 7.        | |
| 41. | Szentágothai János alelnök (1912–1994) orvos, anatómus                     | 1973. május 10.      | 1977. május 5.        | 1976. május 7-én második ciklusára újraválasztva. 1977. május 5-én az Akadémia elnöke lett. |
| 42. | Csáki Frigyes alelnök (1921–1977) villamosmérnök                           | 1976. május 7.       | 1977. augusztus 29. † | |
| 43. | Pach Zsigmond Pál alelnök (1919–2001) történész                            | 1976. május 7.       | 1985. május 10.       | 1980. május 5-én második ciklusára újraválasztva. |
| 44. | Somos András alelnök (1911–1996) kertészmérnök                             | 1977. május 5.       | 1985. május 10.       | 1980. május 5-én második ciklusára újraválasztva. |
| 45. | Fülöp József alelnök (1927–1994) geológus                                  | 1978. május 9.       | 1980. május 5.        | |
| 46. | Polinszky Károly alelnök (1922–1998) vegyészmérnök, oktatáspolitikus       | 1980. május 5.       | 1985. május 10.       | |
| 47. | Márta Ferenc alelnök (1929–2010) kémikus                                   | 1985. május 10.      | 1990. május 21.       | |
| 48. | Straub F. Brunó alelnök (1914–1996) biokémikus                             | 1985. május 10.      | 1988. szeptember 26.  | 1967 és 1973 között már viselt alelnöki tisztséget. Az Elnöki Tanács elnökévé választása miatt rendkívüli közgyűlésen mentették fel akadémiai alelnöki tisztségéből. |
| 49. | Ujfalussy József alelnök (1920–2010) zenetörténész                         | 1985. május 10.      | 1993. május 14.       | 1990. május 21-én második ciklusára újraválasztva. |
| 50. | Tigyi József alelnök (1926–2016) orvos, biofizikus                         | 1988. szeptember 26. | 1990. május 21.       | |
| 51. | Berényi Dénes alelnök (1928–2012) fizikus                                  | 1990. május 21.      | 1993. május 14.       | |
| 52. | Halász Béla alelnök (1927–2019) orvos, anatómus, endokrinológus            | 1990. május 21.      | 1996. május 9.        | 1993. május 14-én második ciklusára újraválasztva. |
| 53. | Michelberger Pál alelnök (1930–2014) gépészmérnök                          | 1993. május 14.      | 1999. május 4.        | 1996. május 9-én második ciklusára újraválasztva. |
| 54. | Pataki Ferenc alelnök (1928–2015) szociálpszichológus                      | 1993. május 14.      | 1996. május 9.        | |
| 55. | Harmathy Attila alelnök (1937) jogtudós                                    | 1996. május 9.       | 1999. május 4.        | |
| 56. | Vizi E. Szilveszter alelnök (1936) orvos, farmakológus                     | 1996. május 9.       | 2002. május 7.        | 1999. május 4-én második ciklusára újraválasztva. |
| 57. | Enyedi György alelnök (1930–2012) társadalomföldrajz-tudós, közgazdász     | 1999. május 4.       | 2002. május 7.        | |
| 58. | Keviczky László alelnök (1945) villamosmérnök                              | 1999. május 4.       | 2005. május 3.        | 2002. május 7-én második ciklusára újraválasztva. |
| 59. | Hámori József alelnök (1932–2021) neurobiológus                            | 2002. május 7.       | 2008. május 6.        | 2005. május 3-án második ciklusára újraválasztva. |
| 60. | Marosi Ernő alelnök (1940–2021) művészettörténész                          | 2002. május 7.       | 2008. május 6.        | 2005. május 3-án második ciklusára újraválasztva. |
| 61. | Kroó Norbert alelnök (1934) fizikus                                        | 2005. május 3.       | 2011. május 3.        | 2008. május 6-án második ciklusára újraválasztva. |
| 62. | Dudits Dénes alelnök (1943) agrármérnök, biotechnológus                    | 2008. május 6.       | 2014. május 6.        | 2011. május 3-án második ciklusára újraválasztva. |
| 63. | Maróth Miklós alelnök (1943) klasszika-filológus, arabista                 | 2008. május 6.       | 2014. május 6.        | 2011. május 3-án második ciklusára újraválasztva. |
| 64. | Szász Domokos alelnök (1941) matematikus                                   | 2011. május 3.       | 2017. május 9.        | 2014. május 6-án második ciklusára újraválasztva. |
| 65. | Freund Tamás alelnök (1959) neurobiológus                                  | 2014. május 6.       | 2020. július. 7.      | 2017. május 9.-én második ciklusára újraválasztva |
| 66. | Vékás Lajos alelnök (1939) jogtudós                                        | 2014. május 6.       | 2020. július 7.       | 2017. május 9.-én második ciklusára újraválasztva |
| 67. | Bokor József alelnök (1948) villamosmérnök                                 | 2017. május 9.       | 2020. július 7.       | |
| 68. | Hudecz Ferenc alelnök (1952) kémikus                                       | 2020. július. 7.     | hivatalban            | |
| 69. | Kosztolányi György alelnök (1942) orvos, genetikus                         | 2020. július. 8.     | hivatalban            | |
| 70. | Lamm Vanda alelnök (1945) jogász, jogtudós                                 | 2020. július 7.      | hivatalban            | |

## Az Akadémia főtitkárai
|     | Főtitkár                                                | Hivatali idő kezdete | Hivatali idő vége    |
| --- | ------------------------------------------------------- | -------------------- | -------------------- |
| 1.  | Döbrentei Gábor titoknok                                | 1831. február 20.    | 1835. szeptember 12. |
| 2.  | Toldy Ferenc titoknok                                   | 1835. szeptember 12. | 1861. december 21.   |
| 3.  | Szalay László titoknok                                  | 1861. december 21.   | 1864. július 17. †   |
| 4.  | Arany János titoknok 1870. január 17-től a cím főtitkár | 1865. január 26.     | 1879. május 22.      |
| 5.  | Fraknói Vilmos                                          | 1879. május 22.      | 1889. október 14.    |
| 6.  | Szily Kálmán                                            | 1889. október 14.    | 1905. március 27.    |
| 7.  | Heinrich Gusztáv                                        | 1905. március 27.    | 1920. december 20.   |
| 8.  | Balogh Jenő                                             | 1920. december 20.   | 1935. november 7.    |
| 9.  | Voinovich Géza                                          | 1935. november 7.    | 1949. november 29.   |
| 10. | Alexits György                                          | 1949. november 29.   | 1950. december 2.    |
| 11. | Erdey-Grúz Tibor                                        | 1950. december 2.    | 1953. május 30.      |
| 12. | Osztrovszki György                                      | 1953. május 30.      | 1955. május 28.      |
| 13. | Bognár Rezső                                            | 1955. május 28.      | 1956. május 30.      |
| 14. | Erdey-Grúz Tibor                                        | 1956. május 30.      | 1957. december 20.   |
| 15. | Erdei Ferenc                                            | 1957. december 20.   | 1964. április 24.    |
| 16. | Erdey-Grúz Tibor                                        | 1964. április 24.    | 1970. február 5.     |
| 17. | Erdei Ferenc                                            | 1970. február 5.     | 1971. május 11.      |
| 18. | Köpeczi Béla                                            | 1970. július 20.     | 1975. május 9.       |
| 19. | Márta Ferenc                                            | 1975. május 10.      | 1980. május 9.       |
| 20. | Pál Lénárd                                              | 1980. június 17.     | 1984. június 27.     |
| 21. | Láng István                                             | 1984. július 6.      | 1993. május 13.      |
| 22. | Keviczky László                                         | 1993. május 13.      | 1999. május 3.       |
| 23. | Kroó Norbert                                            | 1999. május 4.       | 2005. május 2.       |
| 24. | Meskó Attila                                            | 2005. május 3.       | 2008. május 6.       |
| 25. | Németh Tamás                                            | 2008. május 6.       | 2014. május 6.       |
| 26. | Török Ádám                                              | 2014. május 6.       | 2020. július. 7.     |
| 27. | Kollár László Péter                                     | 2020. július 7.      | hivatalban           |

## Az Akadémia főtitkárhelyettesei
Az 1955. május 28-ai évi rendes közgyűlésen módosították az alapszabálynak az akadémiai tisztségviselőkre vonatkozó részét olyan értelemben, hogy a testület elnökségében a hagyományos tisztségek (elnök, három alelnök, főtitkár, osztályelnökök és nyolc elnökségi tag) mellett helyet kap három akadémiai titkár is. Feladatuk meghatározott munkamegosztásban az Akadémia főtitkárának tehermentesítése. Ekkor azonban még csak két akadémiai titkárt választottak meg: Jánossy Lajos a külkapcsolatok intézéséért, Major Máté pedig a szociális ügyek és személyi kérdések intézéséért felelős akadémiai titkár lett. A közgyűlést követően, 1955 októberében Bognár Géza kapott ideiglenes megbízást a harmadik, a pénzügyi és gazdasági ügyek koordinálásáért felelős akadémiai titkári poszt betöltésére. Az 1957. decemberi közgyűlésen Bognár Gézát választották az MTA első főtitkárhelyettesévé.
|     | Főtitkárhelyettes                                                            | Hivatali idő kezdete | Hivatali idő vége  | Megjegyzés |
| --- | ---------------------------------------------------------------------------- | -------------------- | ------------------ | --- |
| 1.  | Jánossy Lajos akadémiai titkár (1912–1978) fizikus                           | 1955. május 28.      | 1960. április 14.  | 1958. november 28-án második ciklusára újraválasztva. |
| 2.  | Major Máté akadémiai titkár (1904–1986) építészmérnök, művészettörténész     | 1955. május 28.      | 1958. november 28. | |
| 3.  | Bognár Géza akadémiai titkár, főtitkárhelyettes (1909–1987) villamosmérnök   | 1955. október        | 1964. április 24.  | 1955 októberében ideiglenes jelleggel választották meg akadémiai titkárnak; 1956. május 30-án véglegesítették tisztségében. Az 1956. november 3-ai tagértekezleten az októberi események miatt lemondását latolgató elnök és főtitkár helyettesítésére ideiglenes ügyintézőséget alakítottak, amelyben ő kapta és látta el 1957 januárjáig az ideiglenes főtitkári feladatokat mint főtitkárhelyettes. 1957. december 20-tól főtitkárhelyettes. 1958. november 28-án második ciklusára újraválasztva. 1961. április 14-én harmadik ciklusára újraválasztva. |
| 4.  | Hevesi Gyula akadémiai titkár (1890–1970) vegyészmérnök, közgazdász          | 1956. május 30.      | 1960. április 14.  | 1958. november 28-án második ciklusára újraválasztva. |
| 5.  | Szigeti György akadémiai titkár (1905–1978) fizikus, villamosmérnök          | 1958. november 28.   | 1960. április 14.  | |
| 6.  | Szabó Imre (1912–1991) jogász, jogfilozófus                                  | 1960. április 14.    | 1970. február 15.  | 1961-ben újraválasztva. 1964-ben újraválasztva. 1967-ben újraválasztva. |
| 7.  | Kónya Albert (1917–1988) fizikus, oktatáspolitikus                           | 1964. április 24.    | 1970. február 15.  | 1967-ben újraválasztva. |
| 8.  | Köpeczi Béla (1921–2010) művelődés- és irodalomtörténész, művelődéspolitikus | 1970. február 15.    | 1985. május 23.    | 1971. július 23-tól az 1972-es közgyűlésig a főtitkárhelyettesi feladatai ellátása mellett egyidejűleg ideiglenesen megbízták a főtitkári teendők ellátásával. 1975-ben ismét főtitkárhelyettesnek választották. 1980-ban újraválasztva. |
| 9.  | Tétényi Pál (1929–2024) kémikus                                              | 1970. február 15.    | 1975. május 14.    | |
| 10. | Láng István (1931–2016) agrokémikus                                          | 1970. február 15.    | 1985. május 23.    | 1975-ben újraválasztva. 1980-ban újraválasztva. |
| 11. | Csurgay Árpád István (1936) magyar villamosmérnök, nanotechnológus           | 1985. május 23.      | 1993. május 13.    | 1990. május 24-től 3 évre meghosszabbítva. |
| 12. | Kulcsár Kálmán (1928–2010) jogász, szociológus                               | 1985. május 23.      | 1988. június 29.   | Főtitkárhelyettesi megbizatása igazságügyminiszterré való kinevezése miatt szűnt meg. |
| 13. | Király Tibor (1920–2021) jogtudós                                            | 1988. november 1.    | 1989. május 15.    | Ideiglenes megbizatás. |
| 14. | Harmathy Attila (1937–2022) jogtudós                                         | 1993. május 13.      | 1995. február 13.  | 1993-ban három évre kinevezve, de 1995-től más feladatot látott el. |
| 15. | Teplán István (1932– ) kémikus, biokémikus                                   | 1995. február 13.    | 1996. május 9.     | 1995-től megbízottként látta el a feladatot. |
| 16. | Náray-Szabó Gábor (1943– ) kémikus                                           | 1996. május 9.       | 1999. május 4.     | 1996-ban három évre megválasztva. |
| 17. | Meskó Attila (1940–2008) geofizikus                                          | 1999. május 4.       | 2005. május 3.     | 2002-ben újraválasztották. |
| 18. | Pléh Csaba (1945– ) pszichológus, nyelvész                                   | 2005. május 3.       | 2008. május 6.     | |
| 19. | Csépe Valéria (1951– ) pszichológus                                          | 2008. május 6.       | 2014. május 6.     | Az MTA első vezető női tisztségviselője. 2011-ben újraválasztották. |
| 20. | Barnabás Beáta Mária (1948– ) növénybiológus, biotechnológus                 | 2014. május 6.       | 2020. július 7.    | 2017-ben újraválasztották. |
| 21. | Erdei Anna (1951–) immunológus                                               | 2020. július 7.      | hivatalban         | |

## Az Akadémia osztályelnökei
Az Akadémia jelenlegi osztályelnökei:

| Osztály neve                                  | Osztályelnök        | Hivatali idő kezdete    |
| --------------------------------------------- | ------------------- | ----------------------- |
| I. Nyelv- és Irodalomtudományok Osztálya      | Kertész András      | 2014                    |
| II. Filozófiai és Történettudományok Osztálya | Zsoldos Attila      | 2017                    |
| III. Matematikai Tudományok Osztálya          | Laczkovich Miklós   | 2017                    |
| IV. Agrártudományok Osztálya                  | Németh Tamás        | 2016                    |
| V. Orvosi Tudományok Osztálya                 | Kosztolányi György  | 2012 (újraválasztották) |
| VI. Műszaki Tudományok Osztálya               | Kollár László Péter | 2017                    |
| VII. Kémiai Tudományok Osztálya               | Fülöp Ferenc        | 2017                    |
| VIII. Biológiai Tudományok Osztálya           | Fésüs László        | 2017                    |
| IX. Gazdaság- és Jogtudományok Osztálya       | Lamm Vanda          | 2017                    |
| X. Földtudományok Osztálya                    | Bozó László         | 2017                    |
| XI. Fizikai Tudományok Osztálya               | Rácz Zoltán         | 2017                    |